# لخوالقة (لخوالقة)
لخوالقة هي إحدى مشيخات المملكة المغربية، تتبع جغرافيا لإقليم اليوسفية وإداريًا للخوالقة. يقدر عدد سكانها بـ 4850 نسمة حسب الإحصاء الرسمي للسكان والسكنى لسنة 2004.